# Інгуягун
Інгуягун (устар. Інгу-Ягун) — річка в Ханти-Мансійському АО Росії. Протікає переважно в південному напрямку по території Сургутського району та міського округу Когалим. Впадає в Тром'еган в 126 від гирла останнього. Довжина річки становить 235 км, площа водозбірного басейну — 5140 км².

## Притоки
У річку Інгуягун впадають такі річки (відстань від гирла за даними джерела):
- річка Волоктаягун (13 км від гирла)
- річка Петльшімметль[3] (60 км від гирла)
- річка Тлівум'ягун (82 км від гирла)
- річка Котлунг'ягун (91 км від гирла)
- річка Кіріл-Вис'ягун (96 км від гирла)
- річка Парикойягун
- річка Тлунг'ягун (113 км від гирла)
- річка Кумаліягун (120 км від гирла)
- річка Вать-Сорт'ягун (122 км від гирла)
- річка Вокирап'ягун (122 км від гирла)
- річка Ай-Вокирап'ягун (154 км від гирла)
- річка Котлунгайягун (156 км від гирла)
- річка Юхкунінгуягун (160 км від гирла)
- річка Сагун'ягун (166 км від гирла)
- річка Кутлоп'ягун (173 км від гирла)
- річка Ай-Інгуягун (186 км від гирла)

## Озера басейну Інгуягуна
- озеро Паасинлор (в 0,3 км на південь від оз. Яккунлор)[2][4]
- озеро Тетлькотиментльлор (в 3 км на Пд від гирла р.. Кирило-Вис'ягун)[2][5]
- озеро Юльвіумлор (в 12 км до ЮВ від витоку р.. Сугмутен-Яун)[2][6]
- озеро Яккунлор (в 5 км до ЮВ від гирла р.. Котлунг'ягун)[2][7]

## Дані водного реєстру
За даними державного водного реєстру Росії відноситься до Верхнеобського басейнового округу, водогосподарська ділянка річки — Об від впадання річки Вах до міста Нефтеюганськ, річковий підбасейн річки — Об нижче Ваха до впадання Іртиша. Річковий басейн річки — (Верхня) Об до впадання Іртиша.
За даними геоінформаційної системи водогосподарського районування території РФ, підготовленої Федеральним агентством водних ресурсів:
- Код водного об'єкта в державному водному реєстрі — 13011100112115200042891
- код за гідрологічної вивченості (ГІ) — 115 204 289
- код басейну — 13.01.11.001
- Номер тому по ГІ — 15
- Випуск по ГІ — 2